# サンダース・ロー SR.177
サンダース・ロー SR.177
レッドトップミサイルを装備したSR.177
- 用途：複合動力/迎撃戦闘機
- 製造者：サンダース・ロー
- 運用者：予定使用者：イギリス空軍、イギリス海軍、ドイツ連邦海軍、ドイツ連邦空軍
- 初飛行：飛行前に計画中止
- 生産数：無し

サンダース・ロー SR.177（Saunders-Roe SR.177）は1950年代にイギリスで計画された迎撃戦闘機。

## 概要
SR.177は1950年代にイギリス空軍とイギリス海軍が共同して計画した、ジェットエンジンとロケットエンジンの複合動力を用いた迎撃戦闘機である。当時の西ドイツ（ドイツ連邦海軍とドイツ連邦空軍）もまた、この計画に興味を持ち、量産された場合は大量購入する予定であった。しかしながら、西ドイツ政府はロッキードF-104の採用を決定し、この計画から降りてしまい、SR.177の開発は1957年にキャンセルされた。西ドイツからの発注がなければ、イギリス政府はこの計画を完成させるための予算が確保出来なかったためである。後年になって、西ドイツが計画から降りたのは、SR.177ではなくF-104を採用させるように、ロッキード社がドイツ政府高官へ支払った数百万ドルの賄賂の結果であったことが明らかになった。さらに運用要求F.155に基づき、さらに大型のSR.187も計画されていたが、これもプロトタイプの初号機が90%程度完成したものの、1957年にキャンセルされている。

## 設計と開発

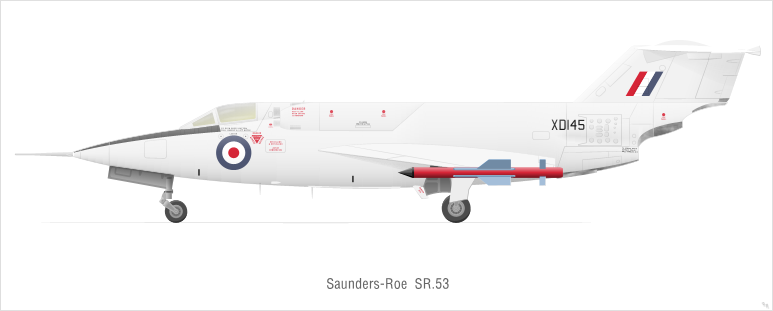
原型機であるサンダース・ロー SR.53

1952年、サンダース・ロー社はSR.177と同様のコンセプトに基づくサンダース・ロー SR.53の契約に成功した。しかしながら、開発が進むに連れて、設計上の問題点が明らかとなってきた。特に、第二次世界大戦中のナチス・ドイツのロケット戦闘機と同じく、ロケットエンジンの燃料消費率が大きいため、航続距離・航続時間が不足していた。しかしながら、併用するターボジェットの推力が増大しかつ効率も改善したため、実用的な性能を得られるようになった。
SR.177はSR.53の発展型であるが、国防省との契約（要求仕様F.155）が成立した時点で、新しい開発番号が割り当てられた。
両者の最も大きな違いは、SR.53と比べてSR.177のジェットエンジンは5倍近い推力を有していることである。このことは、SR.53はロケットエンジンを主として上昇のために使っていたのに対し、SR.177はロケットエンジンの使用を節約し、目標に対して急加速する際に使用できることを意味した。航続時間が増加したため、SR.177は純粋な要撃機としてだけではなく、攻撃機・偵察機としても使用することが期待された。新しいエンジンを搭載するため機体は大型化され、操縦席下に設けられた大型の空気取り入れ口のため、SR.53の流線型の形状は損なわれた。
1956年7月には、27機分の予算が確保され、1958年4月（後に10月に延期）には初飛行が予定された。しかし、1957年国防白書に示されたように、有人軍用機はミサイルに取って代わられると、イギリスの防衛思想が大きく変更された。1957年の終わりに、モックアップからやや進んだ段階で、計画は中止された。ただ、海軍の計画は直ちにはキャンセルされなかった。
西ドイツからの発注を期待して、計画は多少延長された。イギリス軍需省は、予定されていた6機のプロトタイプに対して5機分の予算を与えたが、結果としては1機も完成しなかった。西ドイツ政府は、優先順位を要撃機から攻撃機に変更したため、サンダース・ロー社はその目的に合うように設計を変更した。さらに、ロールス・ロイス社が、デ・ハビランド社製のエンジンをロールス・ロイスRB153ターボジェットエンジンに交換するように、西ドイツ政府を説得したため、SR.177の設計はさらに変更された。ハインケル社がSR.177のライセンス生産を行うことになっていたが、1957年12月にはドイツも手を引いてしまった。西ドイツは、政府と民間企業であるサンダース・ローとの交渉ではなく、政府同士の交渉を望んだため、1957年11月には軍需大臣が西ドイツを訪問した。

## 計画の終了
結局、西ドイツ政府は「高高度偵察、戦術爆撃、全天候戦闘機」と言う目的に合致するとして、他の西欧諸国と同様にロッキードF-104を採用した。このロッキードの「世紀の取引」として知られる見事な戦略は、しかしヨーロッパにおいて政治論争を巻き起こし、ドイツの国防大臣フランツ・ヨーゼフ・シュトラウスは危うく辞職させられるところであった。後の調査によって、契約を確実にするために各国の高官に多額のインセンティブを支払うという手法は、ロッキード事件と呼ばれることになる。オランダのベルンハルト王配殿下は、100万ドルの賄賂を受け取ったと告白している。
イギリス空軍と西ドイツが計画から離脱したことにより、残ったイギリス海軍用の需要だけでは、計画を続けるには十分でないと考えられ、計画は最終的にキャンセルされた。結果として、サンダース・ローは1000人の従業員を解雇することとなった。

## 仕様
一般要目
- 乗員：1人
- 全長：50 ft (15.2 m)
- 全幅：30 ft (9.1 m)
- 全高：14 ft (4.3 m)
- 全備重量：25,500 lb (11,570 kg)
- エンジン
  - デ・ハビランド ジャイロンDGJ.1ターボジェットエンジン、8,000 lbf (35.6 kN)×1基 + デ・ハビランド スペクターDspe.5[5]液体ロケットエンジン、8,000 lbf (35.6 kN)×1基

予定性能
- 最高速度：2,500 km/h
- 上昇限度：20,500 m
- 上昇率：18,300 m/min

武装
- 武装：デ・ハビランドファイアストリーク空対空ミサイル[6]×2発

アビオニクス
- AI.23（英語版）迎撃用レーダー

## 型式
- SR.187

## プラモデル
プラモデルメーカーであるFreightdog Models社より本機の1/72スケールのキットが発売されている。デカールはイギリス空軍型のR型(命名規則でいうところ偵察型)、イギリス海軍型のN型、西ドイツなど輸出型であるK型が選べる。

## 参考資料
- London, Pete. "Saunders-Roe's Rocket Fighters." Aircraft, Vol. 43, no. 7, July 2010.
- Mason, Francis K. The British Fighter since 1912. London: Putnam, 1992. ISBN 1-55750-082-7.
- Winchester, Jim. "TSR.2." Concept Aircraft: Prototypes, X-Planes and Experimental Aircraft. Kent, UK: Grange Books plc., 2005. ISBN 1-84013-809-2.
- Wood, Derek. Project Cancelled: The Disaster of Britain's Abandoned Aircraft Projects. London, UK: Jane's, 2nd edition, 1986. ISBN 0-7106-0441-6.